# Meg Ritchie
Margaret Elizabeth Ritchie, detta Meg (nata Stone; Kirkcaldy, 6 luglio 1952), è un'ex discobola e pesista britannica.

## Palmarès
| Anno | Manifestazione | Sede        | Evento           | Risultato | Misura  | Note              |
| ---- | -------------- | ----------- | ---------------- | --------- | ------- | ----------------- |
| 1978 | Commonwealth   | Edmonton    | Getto del peso   | 8ª        | 14,99 m |                   |
| 1978 | Commonwealth   | Edmonton    | Lancio del disco | 4ª        | 55,66 m |                   |
| 1978 | Europei        | Praga       | Lancio del disco | 13ª       | 52,64 m |                   |
| 1980 | Olimpiadi      | Mosca       | Lancio del disco | 9ª        | 61,16 m |                   |
| 1982 | Commonwealth   | Brisbane    | Lancio del disco | Oro       | 62,98 m | Record dei Giochi |
| 1983 | Mondiali       | Helsinki    | Getto del peso   | 16ª       | 16,14 m |                   |
| 1983 | Mondiali       | Helsinki    | Lancio del disco | 8ª        | 62,50 m |                   |
| 1984 | Olimpiadi      | Los Angeles | Lancio del disco | 5ª        | 62,58 m |                   |